# Сопот (Бугарска)
Сопот (буг. Сопот) град је у Републици Бугарској, у средишњем делу земље, седиште истоимене општине Сопот у оквиру Пловдивске области.

## Географија
Положај: Сопот се налази у средишњем делу Бугарске. Од престонице Софије град је удаљен 135 km источно, а од обласног средишта, Пловдива град је удаљен 60 km северно.
Рељеф: Област Сопота се налази у северном делу Тракије, у долини реке Марице. Град се сместио у долини реке Тунџе, на приближно 540 m надморске висине. Северно од града издиже се Стара планина, а јужно Средња гора.
Клима: Клима у Сопоту је оштрија континентална због знатне надморске висине.
Воде: Сопот се налази на левој обали реке Тунџе.

## Историја
Област Сопота је првобитно било насељено Трачанима, а после њих овом облашћу владају стари Рим и Византија. Јужни Словени ово подручје насељавају у 7. веку. Од 9. века до 1373. године област је била у саставу средњовековне Бугарске.
Крајем 14. века област Сопота је пала под власт Османлија, који владају облашћу 5 векова.
Протођакон Аверникије из Сокопота у Тракији био је 1855. године претплатник једне српске књиге.
Године 1885. град је постао део савремене бугарске државе. Насеље постоје убрзо средиште окупљања за села у околини, са више јавних установа и трговиштем.

## Становништво
По проценама из 2007. године Сопот је имао око 9.500 становника. Огромна већина градског становништва су етнички Бугари. Остатак су махом Роми. Последњих деценија град губи становништво због удаљености од главних токова развоја у земљи.

## Галерија
- Поглед на Сопот
- Градска православна црква и стара школа
- Тврђава Анево
- Црква Светих апостола Петра и Павла